# Lutuhyne
Lutuhyne (ukrainsk: Лутугине, russisk: Лутугино) er en by i Luhansk oblast (region) i Ukraine. Den fungerer som det administrative centrum for Lutuhyne rajon. I 2021 havde byen 17.134 indbyggere.
Fra midten af april 2014 indtog pro-russiske separatister flere byer i Luhansk Oblast; herunder Lutuhyne. Den 27. juli 2014 hævdede ukrainske styrker, at ukrainske tropper var trængt ind i byen, men blev senere fortrængt igen.
Siden 2015 har Lutuhyne været administreret som en del af den selvudråbte Folkerepublikken Lugansk.

## Demografi
Modersmål ifølge den ukrainske folketælling 2001):
- Russisk 56.93%
- Ukrainsk 42.35%
- Armensk 0.26%
- Hviderussisk 0.06%

## Galleri
- Lutuhyne Kirke
- Monument for byens grundlægger L.I. Lutugin